# Crimolois
Crimolois korábbi község (település) Franciaországban, Côte-d’Or megyében. 2019. február 28-án Neuilly-lès-Dijon községgel egyesült és Neuilly-Crimolois új község része lett.
Lakosainak száma 903 fő (2018. január 1.). Crimolois Chevigny-Saint-Sauveur, Ouges, Rouvres-en-Plaine, Fauverney és Neuilly-lès-Dijon községekkel határos.

## Népesség
A település népességének változása:
| Lakosok száma | 279  | 341  | 388  | 523  | 577  | 697  | 759  | 808  | 807  | 903  |
|               | 1968 | 1975 | 1982 | 1999 | 2006 | 2011 | 2013 | 2016 | 2017 | 2018 |